# Las ruinas del Edén
Las ruinas del Edén è la prima raccolta del gruppo power metal spagnolo Avalanch, pubblicato nel 2004. La scaletta è composta da pezzi riarrangiati con nuovi membri.

## Tracce
1. Juego cruel – 5:09
2. Delirios de grandeza – 4:58
3. Xana – 5:37
4. Lucero – 4:07
5. Vientos del sur – 6:54
6. El ángel caído – 6:28
7. El viejo torreón – 5:25
8. Corazón negro – 4:43
9. Pelayo – 7:11
10. Levántate y anda – 5:34
11. Antojo de un Dios – 6:18
12. Cambaral – 6:07
13. Las ruinas del Edén – 10:16